# Houdini (альбом)
Houdini (рус. Гудини) — пятый студийный альбом американской рок-группы Melvins, выпущенный 21 сентября 1993 года на лейбле Atlantic Records. Это дебют группы на мейджор-лейбле.

## Об альбоме
Альбом содержит кавер на песню «Goin' Blind» группы Kiss. Песни «Hooch», «Lizzy» и «Honey Bucket» были изданы в качестве синглов. «Night Goat» — частично перезаписанная песня, которая как сингл была издана ранее, в 1992 году. Курт Кобейн был сопродюсером группы на 6 треках, а также исполнил гитарную партию в песне «Sky Pup» и барабанную — в «Spread Eagle Beagle». В издании журнала Kerrang! от 2008 года Базз Осборн вспоминал:

Houdini был первым альбомом, который мы записали для Atlantic Records и, безусловно, самым продаваемым, хоть и не настолько, чтоб я смог позволить себе новый Rolls или что-то в этом роде! Это связано с наплывом поклонников группы Nirvana, и я уверен, что если бы не это, к нам не было бы интереса со стороны мейджора вообще. Мы хотели сделать пластинку, которая не оттолкнула бы наших поклонников, и в то же время хотели сделать то, что хотели. Мы также понимали, что у нас не будет платинового альбома в скором будущем, понимаете? Мы проводили кучу сессий с Куртом Кобейном [продюсирование], но дело дошло до того, что он стал настолько неуправляем, что нам пришлось уволить его и пойти своей дорогой, что очень печально, потому что это было бы забавно, на мой взгляд. Очевидно, это могло бы произойти, но у меня не сохранились добрые воспоминания — это была абсолютная трагедия. Тем не менее, многим людям нравится этот альбом — он не самый мой любимый, но многие песни на нём мне нравятся.
Оригинальный текст (англ.)Houdini was the first album we did for Atlantic Records and certainly our biggest selling record, although not so much that I could put a down-payment on a new Rolls or something! It came on the whole tidal wave of Nirvana stuff and I'm sure if it weren't for that we wouldn't have had interest from a major at all. We wanted to do a record that wouldn't alienate our fans, but we wanted to do one that we would like. We also knew we weren’t gonna be dusting off a platinum album any time soon, you know? We did a bunch of sessions with Kurt Cobain [producing], but it got to the point where he was so out of control that we basically fired him and went our separate ways, which is unfortunate, because I think that would have been fun. Obviously that was a little snapshot of what would end up happening and I don't have a whole lot of fond memories of that – it was an absolute tragedy. But still, a lot of people like that record – it's not one of my favourites, but I like a lot of the songs on it.
— Kerrang!
Несмотря на то, что Лори Блэк была указана в буклете альбома в качестве басиста группы, она вообще не играла на альбоме. Осборн говорит: «Этот альбом делали, в основном, я и Дейл Кровер. Либо я играл на басу, либо он, независимо от того, что указано …»
В 2005 году альбом в полном объеме был исполнен вживую в рамках концертов «Don’t Look Back», организуемых промоутерами фестиваля «All Tomorrow’s Parties». Похожие выступления с сет-листом альбома произошли в течение следующих нескольких лет, например, на фестивале «Primavera Sound» в 2007 году и в турне 2009 года в честь 25-летия группы. Специально записанное живое исполнение альбома было выпущено как концертный альбом A Live History of Gluttony and Lust (2006).
На обложке изображен двухголовый щенок (автор en:Frank Kozik).

### Видеоклипы
В 1993 году были опубликованы клипы на песни «Hooch», «Lizzy» и «Honey Bucket».

## Список композиций
| №   | Название                   | Длительность |
| --- | -------------------------- | ------------ |
| 1.  | «Hooch»                    | 2:50         |
| 2.  | «Night Goat»               | 4:41         |
| 3.  | «Lizzy»                    | 4:44         |
| 4.  | «Goin' Blind (KISS cover)» | 4:32         |
| 5.  | «Honey Bucket»             | 3:01         |
| 6.  | «Hag Me»                   | 7:06         |
| 7.  | «Set Me Straight»          | 2:25         |
| 8.  | «Sky Pup»                  | 3:50         |
| 9.  | «Joan of Arc»              | 3:36         |
| 10. | «Teet»                     | 2:51         |
| 11. | «Copache»                  | 2:07         |
| 12. | «Pearl Bomb»               | 2:45         |
| 13. | «Spread Eagle Beagle»      | 10:13        |

## Над альбомом работали

### Участники группы
- Базз Осборн — гитара, вокал
- Дейл Кровер — ударные, вокал
- Лори «Lorax» Блэк — басс

### Приглашённые музыканты
- Курт Кобейн — гитара (песня 8), перкуссия (песни 1, 13)
- Билли Андерсон — басс (песни 6, 10), звукорежиссура, микшеринг
- Билл Бартелл — басс (песня 4), гитара (песня 4)
- Эл Смит — перкуссия (песня 13)
- Майк Саппл — перкуссия (песня 13)

### Прочие
- Вульф Кесслер — звукорежиссура
- Джо Маркес — звукорежиссура
- Гарт Ричардсон — микшеринг
- Джонатан Бёрнсайд — звукорежиссура
- Лу Орибин — звукорежиссура
- Том Доти — звукорежиссура
- Барретт Джонс — звукорежиссура
- Фрэнк Козик — арт-директор, иллюстрирование
- Валерия Вагнер — арт-директор, дизайн обложки альбома
- Стивен Маркуссен — мастеринг